# 公園南矢田
公園南矢田（こうえんみなみやた）は、大阪府大阪市東住吉区にある町名。現行行政地名は公園南矢田一丁目から公園南矢田四丁目。

## 地理
東住吉区の南西部に位置し、東に矢田、北に長居公園、西は北から南に向かって住吉区長居東と苅田と庭井、南に松原市と接している。

### 河川
- 大和川
  - 行基大橋

## 歴史

### 沿革
1980年（昭和55年）、矢田矢田部町西通1 - 7丁目・矢田矢田部町中通1 - 7丁目・矢田矢田部町・矢田枯木町の各一部より、公園南矢田1 - 4丁目が成立。

## 世帯数と人口
2024年（令和6年）9月30日現在の世帯数と人口は以下の通りである。
| 丁目             | 世帯数    | 人口    |
| ---------------- | --------- | ------- |
| 公園南矢田一丁目 | 1,508世帯 | 2,654人 |
| 公園南矢田二丁目 | 549世帯   | 1,000人 |
| 公園南矢田三丁目 | 756世帯   | 1,373人 |
| 公園南矢田四丁目 | 1,035世帯 | 1,805人 |
| 計               | 3,848世帯 | 6,832人 |

### 人口の変遷
国勢調査による人口の推移。
| 1995年（平成7年）  | 8,585人 | [ 5 ]  |  |
| 2000年（平成12年） | 8,164人 | [ 6 ]  |  |
| 2005年（平成17年） | 7,375人 | [ 7 ]  |  |
| 2010年（平成22年） | 6,844人 | [ 8 ]  |  |
| 2015年（平成27年） | 6,513人 | [ 9 ]  |  |
| 2020年（令和2年）  | 6,778人 | [ 10 ] |  |

### 世帯数の変遷
国勢調査による世帯数の推移。
| 1995年（平成7年）  | 3,539世帯 | [ 5 ]  |  |
| 2000年（平成12年） | 3,532世帯 | [ 6 ]  |  |
| 2005年（平成17年） | 3,309世帯 | [ 7 ]  |  |
| 2010年（平成22年） | 3,121世帯 | [ 8 ]  |  |
| 2015年（平成27年） | 2,977世帯 | [ 9 ]  |  |
| 2020年（令和2年）  | 3,210世帯 | [ 10 ] |  |

## 学区
市立小・中学校に通う場合、学区は以下の通りとなる。なお、小学校・中学校入学時に学校選択制度を導入しており、通学区域以外に東住吉区の小学校・中学校から選択することも可能。
| 丁目             | 番   | 小学校               | 中学校               |
| ---------------- | ---- | -------------------- | -------------------- |
| 公園南矢田一丁目 | 全域 | 大阪市立矢田西小学校 | 大阪市立矢田西中学校 |
| 公園南矢田二丁目 | 全域 | 大阪市立矢田西小学校 | 大阪市立矢田西中学校 |
| 公園南矢田三丁目 | 全域 | 大阪市立矢田西小学校 | 大阪市立矢田西中学校 |
| 公園南矢田四丁目 | 全域 | 大阪市立矢田西小学校 | 大阪市立矢田西中学校 |

## 事業所
2021年（令和3年）現在の経済センサス調査による事業所数と従業員数は以下の通りである。
| 丁目             | 事業所数  | 従業員数 |
| ---------------- | --------- | -------- |
| 公園南矢田一丁目 | 62事業所  | 378人    |
| 公園南矢田二丁目 | 52事業所  | 472人    |
| 公園南矢田三丁目 | 60事業所  | 597人    |
| 公園南矢田四丁目 | 37事業所  | 268人    |
| 計               | 211事業所 | 1,715人  |

## 交通

### バス
- 大阪シティバス[14]
  - 4号系統：長居公園南口
  - 54A・54B・54D号系統：公園南矢田四丁目 - 矢田行基大橋 - 矢田南中学校前 - 矢田一丁目公園南
  - 65号系統：公園南矢田四丁目 → 矢田行基大橋
- 北港観光バス[15]
  - あびこ天美北線：パークサイドなごみ前 - 矢田小学校西

### 道路
- 国道479号（長居公園通）
- 大阪府道26号大阪狭山線（長居公園東筋）
- 大阪府道42号住吉八尾線

## 施設
- 大阪市立矢田西中学校
- 大阪市立矢田西小学校
- 東住吉公園南矢田郵便局
- 東住吉スポーツセンター
- 枯木町公園
- 矢田西公園
- 公園南小公園

## その他

### 日本郵便
- 〒546-0024[3]（集配局：東住吉郵便局[16]）